# Елизавета Сицилийская (герцогиня Баварии)
Елизавета Сицилийская (англ. Elisabeth of Sicily; 1310–1349) — дочь короля Сицилии Федериго II и Элеоноры Анжуйской.
27 июня 1328 года Елизавета вышла замуж за герцога Баварии Стефана II. У супругов было три сына и дочь:
- Стефан (1337 — 26 сентября 1413)
- Фридрих (1339 — 4 декабря 1393)
- Иоганн (1341—1397)
- Агнесса (р.1338), вышла замуж за кипрского короля Якова I

Елизавета Сицилийская умерла в 1349 году в возрасте около 39 лет. Через десять лет её муж повторно женился.